# Kamilo Dočkal
Kamilo Dočkal (Brodek u Přerova, Češka, 30. prosinca 1879. – Zagreb, 7. kolovoza 1963.) bio je hrvatski katolički svećenik češkoga podrijetla, kanonik, crkveni i kulturni povjesničar, kulturni djelatnik i violinist.
Dočkal je rođen u mjestu Brodek u Přerova u današnjoj Češkoj. Kao petogodišnjak s roditeljima seli se u Ivanovčane kod Bjelovara. Gimnaziju je pohađao u Bjelovaru, Varaždinu i Zagrebu, a teologiju završio u Zagrebu 1902. kada je postao katolički svećenik. Mladu misu služio je u Bjelovaru 1902. godine. Nastavio je studirati filozofiju i teologiju u Beču na Visokom znanstvenom institutu za dijecezanske svećenike na Sv. Augustinu, stekavši doktorat znanosti 1906.
Djelovao je kao kateheta u realnoj gimnaziji u Zagrebu od 1906. do 1914. Kasnije je bio tajnik zagrebačkoga nadbiskupa Antuna Bauera i magistar znanosti na Bogoslovnom sjemeništu od 1914. do 1920. Godine 1920. postao je rektorom istoga sjemeništa, službovao je do 1935. Na Bogoslovnom fakultetu u Zagrebu predavao je povijest Crkve od 1915. do 1919., a zatim od 1919. do 1921. predavao je pastoralnu teologiju, homiletiku i katehetiku.
Godine 1920. Dočkal postaje kanonikom. Sudjelovao je na kongresu u Velehradu u Češkoj. Napisao je nekoliko knjiga i rasprava u kojima osvjetljava nastojanja i rezultate rada na jedinstvu kršćana. Dočkal je prikupljao i slike, kipove i crkveno ruho na području Zagrebačke nadbiskupije. Od prikupljenih umjetnina napravio je samostalnu zbirku i 1939. utemeljio Dijecezanski muzej u Zagreb, postavši ujedno i njegovim prvim ravnateljem. 
Više od desetljeća istraživao je povijest pavlina u Hrvatskoj. Skupljao je Građu za povijest pavlinskih samostana u Hrvatskoj (rukopis koji se čuva u Arhivu HAZU-a). Istraživao je i povijest hrvatskih instituta u Bologni (Collegium hungarico-illyricum an. 1553. Bononiae fundatum) i Beču (Collegium Croaticum Viennae an. 1627. fundatum). Dočkal je pisao i za nekoliko časopisa: „Katolički list”, „Mladost”, „Ćirilometodski vjesnik”, „Bogoslovska smotra” i „Život”.
Bio je i violinist te član Društvenog orkestra Hrvatskog glazbenog zavoda, a od 1929. član njegova ravnateljstva. Učio je violinu kod Vaclava Humla. Bio je i komorni glazbenik. Bio je predsjednik Hrvatskog katoličkog kasina, gdje je osnovao gudački orkestar. Dočkal je pisao glazbene kritike za časopise: „Hrvatska”, „Novine”, „Hrvatska straža” i „Sveta Cecilija”.